# Републикански път III-8009
Републикански път IIІ-8009 е третокласен път, част от Републиканската пътна мрежа на България, преминаващ изцяло по територията на Хасковска област, Община Свиленград. Дължината му е 34,9 km.
Пътят се отклонява наляво при 190 km на Републикански път II-55 в центъра на град Свиленград и се насочва на североизток по южните хълмисти склонове на планината Сакар. Минава през село Райкова могила, където завива на изток и продължава успоредно с държавната ни граница с Република Турция. В този си участък преминава последователно през селата Щит, Пашово и Сладун и в центъра на село Варник се свързва с Републикански път III-761 при неговия 34,2 km. Номерът на път III-5509 Свиленград - Райкова могила - Щит - Пашово - Сладун - Варник – Маточина става III-8009. 
| Пътища, отклоняващи се надясно (населено място, № на пътя, посока на пътя) | km   | Пътища, отклоняващи се наляво (посока на пътя, № на пътя, населено място) |
| -------------------------------------------------------------------------- | ---- | ------------------------------------------------------------------------- |
| Община Свиленград, II-55, 190 km, гр. Свиленград ←                         | 0,0  | ← гр. Свиленград, 190 km, II-55, Община Свиленград                        |
| гр. Свиленград                                                             | 1,7  | → гр. Свиленград, общински път (за с. Левка)                              |
|                                                                            | 7,5  | → общински път (за с. Димитровче)                                         |
| с. Райкова могила                                                          | 13,2 | → с. Райкова могила, общински път (за с. Мустрак)                         |
| с. Щит                                                                     | 19,3 | с. Щит                                                                    |
| с. Пашово                                                                  | 20,6 | с. Пашово                                                                 |
|                                                                            | 27   | → общински път (за с. Михалич)                                            |
| с. Сладун                                                                  | 29,3 | → с. Сладун, общински път (за с. Студена)                                 |
| (до с. Маточина) III-559, 34,2 km, с. Варник ←                             | 34,9 | ← с. Варник, 34,2 km, III-761 (от с. Княжево)                             |